# A Simpson család szereplőinek listája
Ez A Simpson család szereplőinek listája. A sorozatnak számos szereplője van a család tagjain kívül: munkatársak, tanárok, a család barátai, távoli rokonok, polgárok, hírességek és kitalált figurák. Sokat közülük a készítők eredetileg egyszeri szereplőként vittek a műsorba, hogy betöltsék a szükséges tisztségeket a városban. Néhánynak közülük kibővítették a szerepkörét és saját epizódokat kaptak. Matt Groening készítő szerint sok mellékszereplőt a kanadai Second City Television műsorból vettek át.
Elsőként a főszereplők, a Simpson család tagjai szerepelnek a listában, a többiek pedig betűrendben következnek. Csak a fő, másodlagos és visszatérő szereplők vannak a listában. Az epizódszereplőket lásd a „Egyszeres Simpson család szereplők listája” cikkben.

## Szereplők
| Szereplő                             | Szinkronhang                                    | Leírás / szerep                                                               | Első megjelenés                                    | Megjegyzés |
| ------------------------------------ | ----------------------------------------------- | ----------------------------------------------------------------------------- | -------------------------------------------------- | --- |
| Homer Simpson                        | Dan Castellaneta                                | Marge férje; Bart, Lisa és Maggie apja                                        | "Jó éjt" (Simpson rövidtörténetek)                 | magyar hang: Székhelyi József (1.hang) Csuja Imre (1 epizód erejéig), Háda János (2. hang)                                                        |
| Marge Simpson                        | Julie Kavner                                    | Homér felesége; Bart, Lisa, és Maggie anyja                                   | "Jó éjt"                                           | magyar hang: Pálos Zsuzsa |
| Bart Simpson                         | Nancy Cartwright                                | Legidősebb fiú, Homér és Marge egyetlen fia; Lisa és Maggie bátyja            | "Jó éjt"                                           | magyar hang: Simonyi Balázs (1.hang) Markovics Tamás (2.hang)                                                                                     |
| Lisa Simpson                         | Yeardley Smith                                  | Középső gyerek, Homér és Marge idősebb lánya; Bart húga és Maggie nővére      | "Jó éjt"                                           | magyar hang: Bogdányi Titanilla, Vadász Bea (néhány rész erejéig a Humor+ verzióban)                                                              |
| Maggie Simpson                       | Változó                                         | Legkisebb gyermek (baba), Homér és Marge lánya; Bart és Lisa húga             | "Jó éjt"                                           | magyar hang: Pálos Zsuzsa (1.hang), Bogdányi Titanilla (2.hang)                                                                                   |
| Akira                                | George Takei, Hank Azaria                       | A vidám Sumo étterem pincére, karate tanár                                    | "Japán mérgező hal"                                | Kaszti Péter |
| Ms. Albright                         | Tress MacNeille                                 | Vasárnapi iskola tanár                                                        | ”A beszélő fej”                                    | |
| Aristotelész Amadopolisz             | Jon Lovitz, Dan Castellaneta                    | A Shelbyville atomerőmű tulajdonosa                                           | "Homér az élmunkás"                                | |
| Atkins tanfelügyelő                  | Harry Shearer, Hank Azaria                      | Állami tanfelügyelő                                                           | "Lisa puskázik"                                    | |
| Mary Bailey                          | Maggie Roswell                                  | Springfield állam kormányzója                                                 | "Háromszemű hal"                                   | |
| Barlow Birchibald "Birch" T. Barlow  | Harry Shearer                                   | Radio beszélgetős műsor vezető; Fox Hírbemondó                                | "Balfék Bob polgármester"                          | magyar hang: Kardos Gábor |
| Jasper Beardly                       | Harry Shearer                                   | Nagypapi legközelebbi szomszédja az idősek otthonában                         | "Homér Odüsszeiája"                                | magyar hang: Komlós András és mások |
| Benjamin, Doug, és Gary              | Harry Shearer, Hank Azaria, és Dan Castellaneta | Springfield Egyetem diákok                                                    | "Homér az egyetemista"                             | |
| Bill és Marty                        | Dan Castellaneta és Harry Shearer               | KBBL Radio műsorvezetők                                                       | "A hálaadásnapi szökés"                            | Mutzer Nándor és Lakatos Jákob |
| Pislogi                              | Nincs szinkron                                  | Háromszemű hal                                                                | "Háromszemű hal"                                   | Nincs szinkron |
| Kék-hajú ügyvéd                      | Dan Castellaneta                                | Ügyvéd.                                                                       | "A műbaleset"                                      | |
| Dudorella                            | Tress MacNeille                                 | Késő esti TV rémműsorok vezetője                                              | "Betűzz ha tudsz"                                  | Kiss Erika |
| Wendell Borton                       | Russi Taylor                                    | Springfield Általános Iskola diák                                             | "Homér Odüsszeiája"                                | |
| Gladys Bouvier                       | Julie Kavner                                    | Selma,Patty és Marge nagynénje. Jacqueline Bouvier nővére                     | "Vidám sörpark"                                    | |
| Jacqueline Bouvier                   | Julie Kavner                                    | Selma és Patty Bouvier és Marge Simpson anyja, Bart, Lisa és Maggie nagyanyja | "A hálaadásnapi szökés"                            | magyar hang: Czigány Judit, Pálos Zsuzsa |
| Patty Bouvier                        | Julie Kavner                                    | Selma ikertestvére és Marge idősebb nővére                                    | "Simpsonék karácsonya"                             | magyar hang: Arányi Adrienn, 6. évadtól Pálos Zsuzsa                                                                                              |
| Selma Bouvier                        | Julie Kavner                                    | Patty ikertestvére és Marge idősebb nővére                                    | "Simpsonék karácsonya"                             | magyar hang: Vajda Márta, 6. évadtól Pálos Zsuzsa                                                                                                 |
| Kent Brockman                        | Harry Shearer                                   | Hírbemondó                                                                    | "Ropi letartóztatásban"                            | magyar hang: Kiss Gábor, Garai Róbert és mások |
| Dongóember                           | Hank Azaria                                     | Nyolcas Csatorna tv-csatorna komédia sztárja                                  | "Bart nem mozizhat"                                | |
| Charles Montgomery Burns             | Harry Shearer                                   | Springfield atomerőmű tulajdonosa                                             | "Simpsonék karácsonya"                             | magyar hang: Szuhay Balázs haláláig majd Verebély Iván, Rudas István, Uri István, Várday Zoltán                                                   |
| Capital City Dilibogyó               | Tom Poston                                      | Capital City Capitals baseball csapat kabalája.                               | "Homér a kabala"                                   | |
| Carl Carlson                         | Hank Azaria                                     | Springfield atomerőmű alkalmazott                                             | "Homér mulat"                                      | magyar hang: Legtöbbször Imre István |
| Őrült macskás hölgy                  | Tress MacNeille                                 | Szellemileg beteg, sok macskát tart, Eleanor Abernathy                        | "Gyerekhíradó"                                     | Andai Kati |
| Gary Chalmers                        | Hank Azaria                                     | Állami iskolák tanfelügyelője                                                 | "A püfölés napja"                                  | magyar hang: Versényi László, Kardos Gábor, Szokolay Ottó                                                                                         |
| Charlie                              | Dan Castellaneta                                | Springfield atomerőmű alkalmazott                                             | "Marge tekézik"                                    | |
| Chase                                | Hank Azaria                                     | Luann Van Houten exbarátja; amerikai gladiátor                                | "Milhouse szülei"                                  | |
| Scott Christian                      | Dan Castellaneta                                | Hírbemondó                                                                    | "Ropi letartóztatásban"                            | |
| Cowboy Bob                           | Albert Brooks                                   | Lakóautó kereskedő                                                            | "Vissza a természetbe"                             | |
| Képregényes fickó                    | Hank Azaria                                     | Az Android Tömlöce képregény bolt tulajdonosa, Jeff Albertson                 | "Közös képregény"                                  | Demenovai Sándor és Mellmann Károly, Berzsenyi Zoltán                                                                                             |
| Mr. Costington                       | Hank Azaria                                     | Costington üzletház tulajdonosa                                               | "Szemétügy"                                        | |
| Adatbázis                            | Nancy Cartwright                                | Springfield Általános Iskola diák                                             | "Bart üstököse"                                    | |
| Declan Desmond                       | Eric Idle                                       | Dokumentumfilm készítő                                                        | "Nézz fel a csillagokra"                           | |
| Disco Stu                            | Hank Azaria                                     | Disco stílusú ember                                                           | "Bush a szomszéd"                                  | Mikula Sándor |
| Dolph                                | Tress MacNeille                                 | Springfield Általános Iskola bunkó                                            | "A beszélő fej"                                    | |
| Konyhás Doris                        | Doris Grau                                      | a Springfield - i Általános Iskola konyhásnénije                              | "Lisa pónija"                                      | magyar hang: Bokor Ildikó |
| Duffman                              | Hank Azaria                                     | A duff sör kabalája és szószólója                                             | "New York Homér ellen"                             | Leiner János |
| Eddie és Lou                         | Harry Shearerés Hank Azaria                     | Springfield rendőrök                                                          | "Jobb családot"                                    | magyar hang: Bicskey Lukács, Lukács József, Dimulász Miklós, Fehér Péter                                                                          |
| Ernst és Gunter                      | Harry Shearer és Hank Azaria                    | Oroszlánszelídítők                                                            | "A kaszinó"                                        | |
| Hájas Tony                           | Joe Mantegna                                    | Mafia főnök                                                                   | "Gengszterek klubja"                               | Maros Gábor, Gyürki István, Kránitz Lajos, Faragó András, Borbiczki Ferenc                                                                        |
| Maude Flanders                       | Maggie Roswell                                  | Ned Flanders felesége                                                         | "Gyerek golfverseny"                               | magyar hang: Erdős Borcsa, Békéssy Orsolya |
| Ned Flanders                         | Harry Shearer                                   | A Simpson család közvetlen szomszédja, a Balkézde tulajdonosa                 | "Simpsonék karácsonya"                             | magyar hang: 1-5, 13. évad: Lázár Sándor, 2. hang: 6. évadtól Trokán Péter, Szinovál Gyula, 14-évadtól: Wohlmuth István és Bodrogi Attila         |
| Rod Flanders                         | Pamela Hayden                                   | Ned és Maude Flanders idősebb fia                                             | "Vissza a természetbe"                             | magyar hang: Strausz Ákos |
| Todd Flanders                        | Nancy Cartwright                                | Ned és Maude Flanders ifjabb fia                                              | "Simpsonék karácsonya"                             | Rudolfsky Tamás, Szalay Csongor (2. évad 6. rész)                                                                                                 |
| Frankie a besúgó                     | Dan Castellaneta                                | Hájas Tony besúgója                                                           | "Ropi lánya"                                       | |
| John Frink professzor                | Hank Azaria                                     | Tudós, feltaláló                                                              | "Papi örököl"                                      | Hevér Gábor |
| Gerald baba                          | Nincs szinkron                                  | Egyszemöldökű baba                                                            | "Sintért kirúgják"                                 | Nincs szinkron |
| Ginger Flanders                      | Tress MacNeille                                 | Ned Flanders "Vegas felesége"                                                 | "Ned, Homér, Las Vegas"                            | |
| Mrs. Glick                           | Cloris Leachman                                 | Idős högy                                                                     | "Közös képregény"                                  | |
| Gloria                               | Julia Louis-Dreyfus                             | Kígyó barátnője                                                               | "Burns a szerelmes"                                | |
| Barney Gumble                        | Dan Castellaneta                                | Homér iszákos haverja                                                         | "Simpsonék karácsonya"                             | magyar hang: Zágoni Zsolt, Vizy György 2004-ig, Szokol Péter (24. évad)                                                                           |
| Gil Gunderson                        | Dan Castellaneta                                | Szerencsétlen eladó                                                           | "Marge az ingatlanos"                              | |
| Vidám kis manók                      | Dan Castellaneta, Hank Azaria, és Harry Shearer | Gyerek rajzfilm műsor szereplői                                               | "Rémmese" (Simpson rövidtörténetek)                | |
| Kegyetlen Constance                  | Jane Kaczmarek                                  | Springfield bíró                                                              | "Szülő büntetés"                                   | |
| Herman                               | Harry Shearer                                   | Herman Katonai Antikvitás bolt tulajdonos                                     | "Bart a tábornok"                                  | magyar hang: Halmágyi Sándor |
| Bernice Hibbert                      | Tress MacNeille                                 | Dr. Hibbert felesége                                                          | "Kiskrampusz levizsgázik"                          | Vágner Ildikó |
| Dr. Julius Hibbert                   | Harry Shearer                                   | Orvos doktor                                                                  | "Bart a kaszkadőr"                                 | magyar hang: Szinovál Gyula |
| Elizabeth Hoover                     | Maggie Roswell                                  | Lisa Simpson tanára a Springfield Általános Iskolában                         | "A helyettesítő tanár"                             | Kovács Zsuzsa |
| Lionel Hutz                          | Phil Hartman                                    | Ügyvéd                                                                        | "A műbaleset"                                      | Meyer Balázs |
| Frinci és Franci                     | Dan Castellaneta és Harry Shearer               | Rajzfilm egér és macska                                                       | "A Bart Simpson Show" (Simpson rövidtörténetek)    | Mejróti Izabella és Horgas András |
| Jacques                              | Albert Brooks                                   | Teke oktató                                                                   | "Marge tekézik"                                    | |
| Jimbo Jones                          | Pamela Hayden                                   | Springfield Általános Iskola bunkó                                            | "A beszélő fej"                                    | magyar hang: Petrik Péter, Minárovits Viktor, Szalay Csongor (20.-21. évad néhány epizódban)                                                      |
| Rachel Jordan                        | Shawn Colvin                                    | Az Istenneki keresztény zenekar énekese                                       | "Ned megözvegyül"                                  | |
| Kang és Kodos                        | Harry Shearer és Dan Castellaneta               | Földönkívüliek                                                                | "Rémségek Simpson háza"                            | Csáki Róbert |
| Kashmir hercegnő                     | Maggie Roswell                                  | Hastáncosnő                                                                   | "Homér mulat"                                      | |
| Kearney                              | Nancy Cartwright                                | Springfield Általános Iskola bunkó                                            | "A beszélő fej"                                    | magyar hang: Minárovits Péter, Skolnik Rudolf, Baráth István (19.-24. évad)                                                                       |
| Edna Vadalma                         | Marcia Wallace                                  | Bart Simpson tanára a Springfield Általános Iskolában                         | "Bart a zseni"                                     | magyar hang: Vertig Tímea, Bessenyei Emma, 21. évad néhány epizódja: Némedi Mari                                                                  |
| Hyman Ropinszki                      | Jackie Mason                                    | Rabbi; Ropi a bohóc apja                                                      | "Ropi apja"                                        | Ujréti László |
| Ropi a bohóc                         | Dan Castellaneta                                | TV bohóc                                                                      | "A Ropi bohóc műsor" (Simpson rövidtörténetek)     | magyar hang: 1-3. évad: S. Tóth József, 4-5. évad: Forgács Gábor, 6. évadtól Kapácsy Miklós, az újabb epizódokban Mikula Sándor                   |
| Cookie Kwan                          | Tress MacNeille                                 | Ingatlan ügynök                                                               | "Marge az ingatlanos"                              | |
| Dewey Largo                          | Harry Shearer                                   | Springfield Általános Iskola zene tanár                                       | "Simpsonék Karácsonya"                             | |
| Legs és Louie                        | Hank Azaria és Dan Castellaneta                 | Kövér Tony emberei                                                            | "Gengszterek klubja"                               | |
| Leopold                              | Dan Castellaneta                                | Chalmers tanfelügyelő asszisztense                                            | "Sintért kirúgják"                                 | |
| Lenny Leonard                        | Harry Shearer                                   | Springfield atomerőmű alkalmazott, Homér haverja                              | "Marge tekézik"                                    | magyar hang: legtöbbször Katona Zoltán, Szatmári Attila, Szinovál Gyula, Hajdu István, Fesztbaum Béla                                             |
| Lewis                                | Russi Taylor                                    | Springfield Általános Iskola diák                                             | "Simpsonék Karácsonya "                            | |
| Helen Lovejoy                        | Maggie Roswell                                  | Lovejoy tiszteletes felesége                                                  | "Marge tekézik"                                    | magyar hang: Koffler Gizi |
| Timothy Lovejoy                      | Harry Shearer                                   | Springfield Első Templom lelkésze                                             | "A beszélő fej"                                    | magyar hang: Galbenisz Tomasz, Pindroch Csaba, Holl Nándor, Széles Tamás, Simon Aladár, Bodrogi Attila                                            |
| Lugash                               | Dan Castellaneta                                | Torna tanár                                                                   | "Homér óvodája"                                    | |
| Luigi                                | Hank Azaria                                     | Olasz étterem vezető                                                          | "Sintért kirúgják"                                 | Szalontai Pál |
| Lurleen Lumpkin                      | Beverly DAngelo, Doris Grau                     | Country zene énekes/dalszerző                                                 | "Country énekesnő"                                 | Bognár Anna |
| Malibu Stacy                         | Pamela Hayden                                   | Baba                                                                          | "Hajnövesztő"                                      | |
| Otto Mann                            | Harry Shearer                                   | Springfield Általános Iskola buszvezető                                       | "Homér Odüsszeiája"                                | magyar hang: Az Otto-show-ban Kárpáti Levente, de többnyire Albert Péter                                                                          |
| Horatio McCallister                  | Hank Azaria                                     | Tengerész kapitány                                                            | "Új szomszéd"                                      | |
| If. Roger Meyers                     | Alex Rocco, Dan Castellaneta                    | Frinci és Franci Studio elnöke                                                | "Marge kontra Frinci és Franci"                    | |
| Troy McClure                         | Phil Hartman                                    | Színész                                                                       | "Ingyen kábel TV"                                  | Virág Ferenc |
| Hans Moleman                         | Dan Castellaneta                                | Szerencsétlen ember                                                           | "Sintér és Selma"                                  | |
| Dr. Marvin Monroe                    | Harry Shearer                                   | Pszichológus                                                                  | "Jobb családot"                                    | |
| Nelson Muntz                         | Nancy Cartwright                                | Springfield Általános Iskola bunkó                                            | "Bart a tábornok"                                  | magyar hang: Strausz Ákos, Baráth István (15.-18. évad)                                                                                           |
| Mrs. Muntz                           | Tress MacNeille                                 | Nelson Muntz anyja                                                            |                                                    | |
| Lance Murdock                        | Dan Castellaneta                                | Kaszkadőr                                                                     | "Bart a kaszkadőr"                                 | |
| Vérző íny Murphy                     | Ron Taylor                                      | Blues zenész                                                                  | "Szomorú Lisa"                                     | magyar hang: Bácskai János |
| Apu Nahasapeemapetilon               | Hank Azaria                                     | Kwik-E-Mart eladó                                                             | "A beszélő fej"                                    | magyar hangja: sok évadon keresztül: Varga Miklós, Szűcs Sándor, a 25. évadban Forgács Gábor                                                      |
| Manjula Nahasapeemapetilon           | Jan Hooks                                       | Apu Nahasapeemapetilon felesége                                               | "Apu menyasszonya"                                 | magyar hang: Árkosi Kati |
| SanjaySanjay Nahasapeemapetilon      | Harry Shearer                                   | Apu Nahasapeemapetilon bátyja                                                 | "Ingyen kábel TV"                                  | |
| Lindsey Naegle                       | Tress MacNeille                                 | Üzletasszony                                                                  | "Frinci és Franci és Kutyuli show"                 | |
| Öreg fodrász                         | Dan Castellaneta, Harry Shearer                 | Fodrász                                                                       | "Bart hajvágása" (Simpson rövidtörténetek)         | |
| Öreg zsidó ember                     | Hank Azaria                                     | Springfield Nyugdíjas Otthon lakó                                             | "Gabbo"                                            | |
| Árvácska és Szomorú Fűz              | Pamela Hayden és Tress MacNeille                | Árvák                                                                         | "A karácsonyi betörés"                             | |
| Arnie Pye                            | Dan Castellaneta                                | Helikopter tudósító                                                           | "Marge megőrül"                                    | |
| Kutyuli                              | Dan Castellaneta                                | Rajzfilm kutya                                                                | "Frinci és Franci és Kutyuli show"                 | magyar hang: Székhelyi József |
| Herbert Powell                       | Danny DeVito                                    | Homér Simpson féltestvére                                                     | "Homér féltestvére"                                | magyar hang: Gáspár Sándor, Hegedűs D. Géza |
| Janey Powell                         | Pamela Hayden                                   | Springfield Általános Iskola diák                                             | "Bart a tábornok"                                  | |
| Ruth Powers                          | Pamela Reed                                     | Simpsonék szomszédja                                                          | "Új szomszéd"                                      | magyar hang: Zsolnai Júlia, Riha Zsófi |
| Martin Prince                        | Russi Taylor                                    | Springfield Általános Iskola diák                                             | "Bart a zseni"                                     | magyar hang: Vezse Viktor, Skolnik Rudi |
| Dr. J. Loren Pryor                   | Harry Shearer                                   | Springfield Általános Iskola pszichológus                                     | "Bart a zseni"                                     | |
| Joe Quimby polgármester              | Dan Castellaneta                                | Springfield polgármester                                                      | "Bukta van"                                        | magyar hang: Legtöbbször Imre István, Bodrogi Attila, Uri István (24. évad)                                                                       |
| Radioaktív Ember                     | Harry Shearer                                   | Képregény hős                                                                 | "Bart a zseni"                                     | magyar hang: Székhelyi József |
| Gazdag texasi                        | Dan Castellaneta                                | Texasi milliomos                                                              | "A kaszinó"                                        | |
| Richard                              | Pamela Hayden, Nancy Cartwright                 | Springfield Általános Iskola diák                                             | "Bart a zseni"                                     | |
| Dr. Nick Riviera                     | Hank Azaria                                     | Orvos doktor                                                                  | "A műbaleset"                                      | |
| Kis Krampusz (Mikulás Kicsi Segédje) | Dan Castellaneta, Frank Welker                  | A Simpson család kutyája                                                      | "Simpsonék Karácsonya"                             | |
| Sherri és Terri                      | Russi Taylor                                    | Ikrek, Springfield Általános Iskola diákok                                    | "Homér Odüsszeiája"                                | magyar hang: Strausz Viki, Bogdányi Titanilla (27. évad 9. rész mint Sherri)                                                                      |
| Dave Shutton                         | Harry Shearer                                   | Springfield Harsona újságíró                                                  | "Háromszemű hal"                                   | |
| Balfék Bob                           | Kelsey Grammer                                  | Bűnöző, Ropi a bohóc exsegédje                                                | "A beszélő fej"                                    | magyar hang: Minárovits Péter, Lippai László, Hajdu István, Koroknay Géza, Varga Tamás, Seder Gábor (21. évad), Dolmány Attila (25. évad-)        |
| Balfék Mel                           | Dan Castellaneta                                | Ropi a bohóc segédje                                                          | "Marge kontra Frinci és Franci"                    | magyar hang: Szokol Péter (26. évad) |
| II Abraham Simpson                   | Dan Castellaneta                                | Homér Simpson apja; Bart, Lisa és Maggie Simpson nagyapja                     | "Nagypapi és a gyerekek" (Simpson rövidtörténetek) | magyar hang: az 5. évadig Tolnai Miklós, majd Izsóf Vilmos és Versényi László                                                                     |
| Amber Simpson                        | Pamela Hayden                                   | Homér Simpson "Vegas felesége"                                                | "Ned, Homér, Las Vegas"                            | |
| Mona Simpson                         | Glenn Close, Tress MacNeille, Maggie Roswell    | Homér Simpson anyja és Abe Simpson felesége                                   | "Homér féltestvére"                                | magyar hang: Illyés Mari |
| Agnes Sintér                         | Tress MacNeille                                 | Seymour Sintér anyja                                                          | "Gyerekcsere program"                              | magyar hang: Bókai Mária |
| Seymour Sintér                       | Harry Shearer                                   | Springfield Általános Iskola igazgató                                         | "Simpsonék Karácsonya"                             | magyar hang: Melis Gábor 5. évadig, azóta Orosz István, Szokol Péter (19. évad néhány epizódjában), Várkonyi András (A 24. évad egy epizódjában.) |
| Waylon Smithers                      | Harry Shearer                                   | Monty Burns személyes asszisztense                                            | "Homér Odüsszeiája"                                | magyar hang: Legtöbbször Horányi László a sorozat közepéig, Elek Ferenc (A 7. évad DVD-s szinkronjában.)                                          |
| Kígyó                                | Hank Azaria                                     | Springfield-i bűnöző                                                          | "Házasság tanácsadás"                              | |
| Hógolyó                              | Frank Welker                                    | A Simpson család macskája                                                     | "Simpsonék Karácsonya"                             | |
| Roy Snyder                           | Harry Shearer                                   | Springfield bíró                                                              | "Ropi letartóztatásban"                            | |
| Űrmutánsok                           | Nincs szinkron                                  | Filmszereplők                                                                 | "Rémmese" (Simpson rövidtörténetek)                | |
| Jebediah Springfield                 | Harry Shearer                                   | Springfield alapítója, helyi hős                                              | "A beszélő fej"                                    | |
| Cletus Spuckler                      | Hank Azaria                                     | Tuskó                                                                         | "Bart elefántot kap"                               | |
| Brandine Spuckler                    | Tress MacNeille                                 | Cletus Spuckler felesége és testvére                                          | "Osztályharc"                                      | |
| Tinédzser                            | Dan Castellaneta                                | Kiszolgáló                                                                    | "Sintér és Selma"                                  | |
| Moe Szyslak                          | Hank Azaria                                     | Moe Kricsmije tulajdonos                                                      | "Simpsonék Karácsonya "                            | magyar hang: Halmágyi Sándor 8. évadig, 9. évadtól Damu Roland, az új évadokban Koncz István                                                      |
| Drederick Tatum                      | Hank Azaria                                     | Professzionális boxoló                                                        | "Ingyen kábel TV"                                  | |
| Allison Taylor                       | Winona Ryder, Pamela Hayden                     | Springfield Általános Iskola diák                                             | "Lisa riválisa"                                    | Bogdányi Titanilla (6. évad 2. rész,1.hang) |
| Mr. Pici                             | Dan Castellaneta                                | Ropi a bohóc műsor idomított majma                                            |                                                    | |
| Cecil Terwilliger                    | David Hyde Pierce                               | Balfék Bob öccse                                                              | "Balfék Bob testvére"                              | |
| Szájzár Johnny                       | Hank Azaria                                     | Kövér Tony embere                                                             | "Ropi lánya"                                       | |
| Üter                                 | Russi Taylor                                    | Springfield Általános Iskola diák                                             | "Rémségek Simpson háza IV"                         | |
| Kirk Van Houten                      | Hank Azaria                                     | Milhouse Van Houten apja; gyármunkás                                          | "Milhouse csaja"                                   | magyar hang: Faragó József, Csuha Lajos |
| Luann Van Houten                     | Maggie Roswell                                  | Kirk Van Houten felesége; Milhouse anyja                                      | "Homér az élmunkás"                                | magyar hang: Ősi Ildikó |
| Milhouse Van Houten                  | Pamela Hayden                                   | Bart Simpson legjobb barátja, Springfield Általános Iskola diák               | "Simpsonék Karácsonya"                             | magyar hang: Biró Attila, Szalay Csongor, Gacsal Ádám, Berkes Bence (néhány rész erejéig), Szalay Csongor (újra)                                  |
| Dr. Velimirovic                      | Hank Azaria                                     | Plasztikai sebész                                                             | "Moe a jóképű"                                     | |
| Állatorvos                           | Hank Azaria                                     | Állatorvos                                                                    | "Kutyabaj"                                         | |
| Clancy Wiggum                        | Hank Azaria                                     | Springfield rendőrfőnöke                                                      | "Homér Odüsszeiája"                                | magyar hang: Maróti Gábor, Kajtár Róbert |
| Ralph Wiggum                         | Nancy Cartwright                                | Springfield Általános Iskola diák, Clancy Wiggum fia                          | "Simpsonék Karácsonya"                             | magyar hang: Dósa Mátyás, Molnár Levente, Baráth István (új évadok), ? ("Simpsonék Karácsonya")                                                   |
| Sarah Wiggum                         | Pamela Hayden                                   | Wiggum rendőrfőnök felesége, Ralph Wiggum anyja                               | "Sörelvonókúra"                                    | |
| Willie                               | Dan Castellaneta                                | Springfield Általános Iskola gondnok                                          | "Sintér és Selma"                                  | magyar hang: Sípos András, Salinger Gábor, Balázsi Gyula                                                                                          |
| Okostojás                            | Hank Azaria                                     | Mindenes                                                                      | "Az érettségi bankett"                             | |
| Rainier Wolfcastle                   | Harry Shearer                                   | Színész, McBain filmek sztárja                                                | "Az érettségi bankett "                            | |
| Igen ember                           | Dan Castellaneta                                | Felszolgáló                                                                   | "Homér a testőr"                                   | |
| Artie Ziff                           | Jon Lovitz, Dan Castellaneta                    | Egykori milliárdos                                                            | "Az érettségi bankett"                             | magyar hang: Selmeczi Roland |
| Jack Lassen                          | Willem Dafoe                                    | Springfieldi Általános iskola új tanára                                       | "Bosszú"                                           | |